# Lydia Maria Child

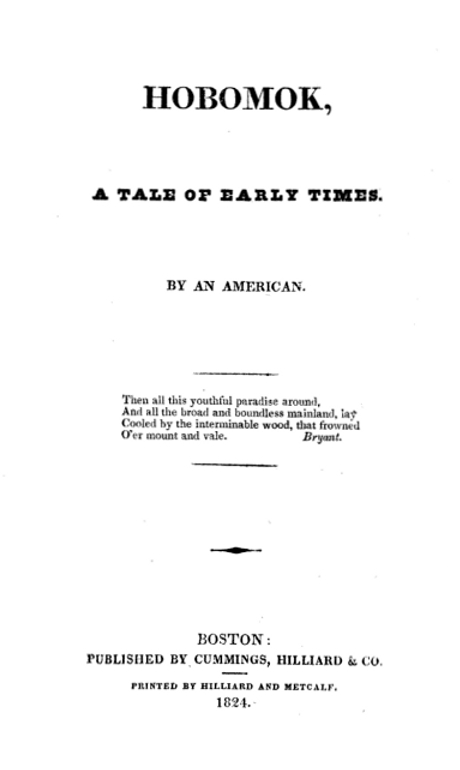
Strona tytułowa powieści Hobomok

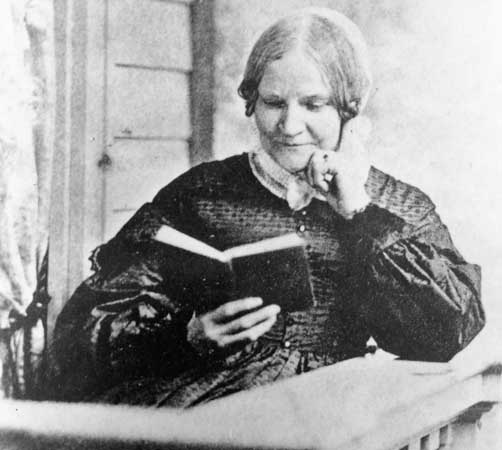
Lydia Maria Child

Lydia Maria Child (ur. 1802, m. 1880) – amerykańska działaczka społeczna, edytorka, pisarka i poetka. 

## Życiorys
Lydia Maria Child urodziła się 11 lutego 1802 w Medford w stanie Massachusetts jako Lydia Francis, córka Davida Conversa Francisa i Susannah (Rand) Francis. Była ich najmłodszym, szóstym dzieckiem. Drugie imię dodała sobie przy powtórnym chrzcie w wieku dziewiętnastu lat. Dorastała w domu zamężnej siostry w stanie Maine. Tam zaznajomiła się z Indianami z plemion Abenaki i Penobscot. W wieku dziewiętnastu lat wróciła do Massachusetts, gdzie zamieszkała z bratem Conversem, który był pastorem unitariańskim. W 1826 zaczęła wydawać dwumiesięcznik Juvenile Miscellany, pierwszy w stanach Zjednoczonych periodyk przeznaczony dla dzieci. W 1828 wyszła za mąż za bostońskiego prawnika Davida Lee Childa, absolwenta Harvard College. Po spotkaniu ze znanym abolicjonistą Williamem Lloydem Garrisonem poświęciła się sprawie wyzwolenia niewolników. W 1852 Childowie osiedlili się w Wayland w stanie Massachusetts. Lydia Maria Child zmarła w wieku 78 lat 20 października 1880 w Wayland. Przyjaciółka Lydii Marii Child, Harriet Winslow Sewall, przygotowała do publikacji jej listy. Ukazały się one z biograficzną przedmową Johna G. Whittiera w 1883.

## Twórczość
O rozpoczęciu przez Lydię Marię Child kariery zadecydował przypadek. W czasopiśmie North American Review przeczytała artykuł o możliwości wykorzystania w charakterze materiału powieściowego wczesnej historii amerykańskiej z czasów kolonialnych. Lydia niezwłocznie przystąpiła do pracy i napisała rozdział opowieści. Zachęcona przez brata w ciągu sześciu tygodni ukończyła utwór Hobomok, a Tale of the Times (1824), który okazał się popularny, wzbudzając jednakże kontrowersje z powodu przekroczenia barier rasowych. W 1825 wydała drugą powieść The Rebels; or, Boston before the Revolution. Do najważniejszych dzieł autorki należy traktat An Appeal in Favor of That Class of Americans Called Africans, będący pierwszą książkową pozycją poświęconą niewolnictwu w Stanach Zjednoczonych. Rozprawa ta ukazała się w 1833. Tak odważne wystąpienie przeciwko akceptowanemu wtedy systemowi społecznemu wywołało towarzyską izolację pisarki i przyczyniło się do upadłości jej pisma. Sama książka jednak zaczęła się cieszyć rosnącym zainteresowaniem czytelników, którzy dołączali do ruchu abolicjonistycznego. Opublikowała też poradnik The Frugal Housewife (1829). Później pisarka wydała między innymi Flowers for Children (1844–47), Fact and Fiction (1846), The Freedmen’s Book (1865) i An Appeal for the Indians (1868). Najbardziej znanym wierszem autorki jest najprawdopodobniej utwór Thanksgiving Day (Święto dziekczynienia), będący klasykiem poezji dziecięcej.
Over the river and through the wood,
To grandfather's house we go;
The horse knows the way
To carry the sleigh
Through the white and drifted snow.
Lydia Maria Child jest uważana za jedna z najbardziej wpływowych pisarek amerykańskich XIX wieku.